# Łeś Martowycz

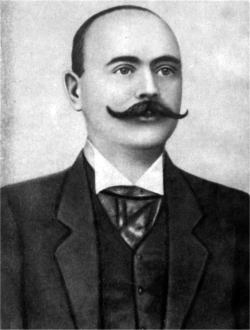
Łeś Martowycz

Łeś Martowycz, właśc. Ołeksa Semenowycz Martowycz, ukr. Лесь Мартович, właśc. Олекса Семенович Мартович (ur. 12 lutego 1871 w Targowicy, zm. 11 stycznia 1916 w Pogorzelisku) – ukraiński pisarz i działacz społeczny. Doktor praw.
Urodził się w biednej, chłopskiej rodzinie. Jego ojciec sam nauczył się pisać, dzięki czemu zyskał posadę wiejskiego skryby i wzbogacił się.
Po zakończeniu wiejskiej szkoły, w 1882 roku wstąpił do polskiego gimnazjum w Kołomyi. Tutaj poznał swoich przyszłych przyjaciół – Wasyla Stefanyka i Iwana Semaniuka (Marka Czeremszynę). W 1889 opublikował swój pierwszy utwór – opowiadania Neczytalnyk. W 1890 roku został wydalony z gimnazjum w Kołomyi (za „ostre społecznie” artykuły w prasie). Przeniósł się do gimnazjum w Drohobyczu i tam je ukończył. W 1891 r. jego opowiadanie Lumera zostało opublikowane w czasopiśmie „Narod”, którego redaktorem był Iwan Franko. W 1892 roku rozpoczął naukę na Uniwersytecie w Czerniowcach, na wydziale prawa. W 1895 roku zdał egzamin i otrzymał prawo pracy jako pomocnik adwokata. Jeździł po okolicznych wioskach i pomagał chłopom uczyć się czytać, przywoził im książki i gazety. Był czynnym działaczem Ukraińskiej Partii Radykalnej.
W 1898 r. Martowycz przeprowadził się do Lwowa. Miał problemy z przeniesieniem na Uniwersytet Lwowski. Do tego dochodziły kłopoty finansowe (zubożenie rodziny) i problemy zdrowotne. W końcu został przyjęty na Uniwersytet. Rozpoczął się etap intensywnej twórczości, jego utwory zaczęły być systematycznie drukowane w lwowskich gazetach i czasopismach. Na początku XX w. ilość pisanych utworów zmniejszyła się, nie brał już tak aktywnego udziału w działaniach społecznych (za przyczynę uważa się niechęć do brania udziału w politycznych zagrywkach oraz niezmienność jego poglądów). W 1905 r. pogorszył się jego stan zdrowia. W 1909 eksternistycznie ukończył studia na Wydziale Prawa Uniwersytetu Lwowskiego, otrzymał dyplom adwokata i założył niewielką kancelarię adwokacką. W 1910 r. choroba znów zaatakowała. Była na tyle zaawansowana, że Martowycz porzucił pracę w kancelarii, która i tak nie przynosiła mu wielkich dochodów. W 1911 r. zamieszkał we wsi Ulicko Zarębane u swego kolegi I. Kunciwa. Zajął się współpracą z redakcjami kilku lwowskich periodyków. Napisał powieść Zabobon. Udało mu się ją ukończyć w 1911 roku i dać swoim przyjaciołom do zrecenzowania. Została ona przez nich oceniona pozytywnie, spotkała się jednak z oporem polityków i wydawców. W 1914 roku uzyskał stopień naukowy doktora praw na Uniwersytecie Lwowskim. Jego stan zdrowia ciągle się pogarszał. Zmarł w styczniu 1916 r. Został pochowany w sąsiedniej wiosce Manasterek.

## Dorobek twórczy
Głównym tematem utworów Martowycza było ciężkie życie ukraińskich chłopów w Galicji w warunkach społecznego i narodowego zniewolenia.
W duchu ostrej, zjadliwej satyry pisał utwory o życiu inteligencji.
Nie wszystkie jego utwory przetrwały do naszych czasów. Na dorobek, który przetrwał składa się 30 utworów, w większości opowiadań. Są to:
- Neczytalnyk – 1888
- Bułka – 1888
- Lumera – 1889
- Iwan Ryło – 1895
- Wynajdenyj rukopys pro ruskyj kraj
- Mużyćka smert’ – 1898
- Za topływo – 1889
- Za meżu – 1889
- Oś posy moje – 1900
- Złe diło – 1902
- Strybożyj darunok – 1904
- Widmina – 1904
- Harbata – 18..
- Hrisznycia – 1904
- Chytryj Pańko – 1900
- Kwit na pjatku – 18..
- Wijt – 1903
- Smertelna sprawa – 18..
- Proszczalnyj weczir – 1904
- Narodna nosza – 1911-1914
- powieść Zabobon

Swoje doświadczenia z gimnazjum, wyśmiewanie się z jego wiejskiego pochodzenia, nieprawidłowej wymowy w języku polskim zawarł w utworach Nicznyj hist’,
W utworach Lumera, Mużyćka smert’ pisarz ukazał tragizm życia chłopstwa, ich zacofanie i zastraszenie.
Będąc prawnikiem, Martowycz wiele uwagi poświęcił sądom, jako środkowi gnębienia warstw pracujących. Ta tematyka poruszona jest w Za topływo, Za meżu, Złe diło.
Wszystkie te utwory zostały wydane przez niego lub przez jego przyjaciół. Zostało wydanych 5 zbiorków.
- Neczytalnyk, Czerniowce 1890
- Chytryj Pańko i inne opowiadania, Lwów 1903
- Strybożyj darunok i inne opowiadania, Lwów 1903
- Zabobon, powieść, Lwów 1917 (Kijów 1926)
- Opowiadania, Lwów 1922